# Ожеховець
Ожеховець (пол. Orzechowiec) — село в Польщі, у гміні Мокрсько Велюнського повіту Лодзинського воєводства.
У 1975-1998 роках село належало до Серадзького воєводства.